# Dennis Dauttmam
Adenildo Braulino dos Santos, mais conhecido como Dennis Dauttmam, (Ibicaraí, 23 de maio de 1964 – Duque de Caxias, 5 de junho de 2025) foi um estilista e político brasileiro. Atuou como prefeito e vereador de Belford Roxo, na Baixada Fluminense.

## Biografia
Dennis nasceu na cidade Ibicaraí, localizada no interior do estado da Bahia, no ano de 1964. Ainda na juventude mudou-se para Belford Roxo, na Baixada Fluminense.
Filho de uma costureira, Dennis tornou-se estilista e a partir dos quinze anos passou a trabalhar com sua mãe, desenhando vestidos e ajustando a confecção de roupas. Chegou a realizar trabalhos para nomes como o cantor Sylvinho Blau-Blau.

### Política
Filiado ao Partido de Reedificação da Ordem Nacional (PRONA), foi candidato ao cargo de vereador na cidade de Belford Roxo. Foi eleito, sendo o candidato mais bem votado do partido no pleito municipal. No ano de 2006, deixou o PRONA e mudou-se para o Partido Trabalhista Brasileiro (PTB), onde candidatou-se ao cargo de deputado estadual do Rio de Janeiro, no mesmo ano.
Em um nova passagem partidária, filia-se ao Partido da República (PR), visando reelerger-se ao cargo de vereador de Belford Roxo em 2008. Na eleição, foi reconduzido ao cargo após receber mais de quatro mil votos, sendo o candidato mais votado do PR na corrida, e o único a conquistar uma cadeira na Câmara Municipal de Belford Roxo. No ano de 2010, candidatou-se novamente para uma tentativa de conquistar uma cadeira na Assembleia Legislativa do Estado do Rio de Janeiro (ALERJ). Em sua segunda empreitada na ALERJ, não obteve êxito.
No ano de 2012, filiou-se ao Partido Comunista do Brasil (PCdoB), para canditar-se ao cargo de prefeito em Belford Roxo. Na eleição, avançou em primeiro lugar para o segundo turno. Sua campanha contou com nomes importantes da sigla no estado, como a da deputada Jandira Feghali. No segundo turno, venceu com 61% dos votos, seu adversário, Waguinho (PRTB), tornando-se o primeiro prefeito do PCdoB à ser eleito na baixada fluminense.
Sua gestão ficou marcada por investimentos na área do esporte e na entrega de unidades de habitação pelo programa Minha Casa, Minha Vida (PMCMV), com subsídio do governo federal. Foi processado duas vezes pelo Ministério Público Federal (MPF) do estado Rio de Janeiro, por falta de transparência pública e a segunda por improbidade com conselhos tutelares.
Em 2016, anunciou que não candidataría-se à reeleição. Entre os fatores, apontou a crise econômica vivida pelo país e que "precisava de maior foco para o município até o fim do seu mandato" e que "uma eleição atrapalharia o trabalho". O PCdoB declarou neutralidade na disputa de 2016. A eleição foi vencida por Waguinho (PMDB), que Dennis havia vencido no pleito anterior. As contas de Dennis, de 2016, foram rejeita pelo Tribunal de Contas do Estado do Rio de Janeiro (TCE-RJ). No ano de 2018, sofreu um mandado de busca e apreensão em investigação conjunta do Ministério Público e da Polícia Civil do Estado do Rio de Janeiro (PCERJ).

#### Desempenho eleitoral
| Ano  | Cargo                               | Partido | Votos   | Resultado  | Ref.   |
| ---- | ----------------------------------- | ------- | ------- | ---------- | ------ |
| 2004 | Vereador de Belford Roxo            | PRONA   | 1.857   | Eleito     | [ 6 ]  |
| 2006 | Deputado estadual do Rio de Janeiro | PTB     | 9.533   | Não eleito | [ 7 ]  |
| 2008 | Vereador de Belford Roxo            | PR      | 4.178   | Eleito     | [ 8 ]  |
| 2010 | Deputado estadual do Rio de Janeiro | PR      | 21.723  | Não eleito | [ 25 ] |
| 2012 | Prefeito de Belford Roxo            | PCdoB   | 134.633 | Eleito     | [ 26 ] |

## Morte
Dennis morreu após ficar cinco dias internado com uma pneumonia gravíssima no Hospital Adão Pereira Nunes, em Duque de Caxias. Sofre uma parada cardiorrespiratória após não apresentar condição de melhoras no seu quadro clínico.
O prefeito de Belford Roxo, Márcio Canella (UNIÃO), declarou três dias de luto oficial na cidade. O diretório do PCdoB do município fluminense lamentou à morte de Dennis, afirmando que "como prefeito, Dennis Dauttmam deixou um legado que será lembrado por sua gestão comprometida com o bem-estar da população de Belford Roxo. Sua filiação ao Partido Comunista do Brasil refletia sua visão de mundo e sua busca por uma sociedade mais justa e igualitária".

Seu corpo foi velado na Câmara Municipal de Belford Roxo.